# Helena Olgierdówna
Helena Olgierdówna (ur. 1357 lub 1360, zm. 15 września 1437) – córka wielkiego księcia Olgierda Giedyminowica i wielkiej księżnej Julianny Twerskiej. Żona Włodzimierza, księcia moskiewskiego.

## Życiorys
Jedna z ośmiu córek wielkiego księcia Olgierda i Julianny, księżniczki twerskiej. Została wydana za mąż zimą z 1371 na 1372 za księcia Włodzimierza. Z tego małżeństwa pochodziło sześciu synów: Iwan, Siemion, Andrzej Starszy, Jarosław (Atanazy), Andrzej Młodszy i Wasyl.